# 猴子 (小說)
《猴子》（英語：The Monkey）是一部由史蒂芬·金撰写的短篇小說，其最初以随附小册子的形式发布于《畫廊雜誌》1980年11月号，于1982年获得英国奇幻奖最佳短篇故事提名。1985年，该故事经修改后被收錄在短篇小說集《史蒂芬·金的故事販賣機》。

## 故事簡介
哈爾因家中叔叔逝世，携妻儿回到很久沒回去的故居中。在整理遗物時，两个儿子丹尼和彼得竟發現一隻原本已經被哈爾棄於廢井內的敲钹猴玩具。在哈爾的童年中，這隻猴子總是伴隨著邪惡的詛咒，它只要转动发条，敲击手上的双钹，即可让哈尔身边的人和动物遭遇不测。哈尔的好友与母亲就是被这只猴子所害，哈尔也怀疑自己父亲的失踪与它有关。
對於猴子再次出現，哈爾感到十分納悶，決定對次子彼得說出這恐怖的詛咒，並一同對付这只邪物。兩人駕車回到故居旁的水晶湖后，哈尔只身带着猴子驱船前往湖心。邪惡的猴子盡了最後的掙扎，召來風雨摧毁小船，但哈尔终讓它沉于湖底，并成功游到岸边与彼得团聚。一段时间后，当地报纸刊登怪闻一则——水晶湖漂浮数百死鱼，成因不明。

## 改編作品
该故事在2022年被翻拍为时长一小时的短片，隶属于史蒂芬·金的“一元宝贝”计划，于2023年5月首映。
同样在2023年5月，该故事由官方宣布改编成长篇电影，由独立制片公司霓虹发行，奧茲·柏金斯编剧与执导，温子仁负责制片，提奥·詹姆斯领衔主演。由于迪士尼公司拥有2010年动画电影《玩具总动员3》中敲钹猴形象的版权，本片的猴子玩具被更改为打鼓造型。该片定于2025年2月21日在美国上映。